# Moholm
Moholm ist ein Ort (tätort) in der schwedischen Gemeinde Töreboda. Er liegt am Fluss Tidan etwa 15 Kilometer südlich von Töreboda und hat 647 Einwohner (2015).

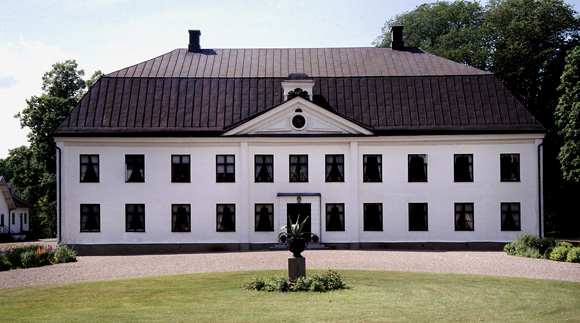
Herrenhaus Moholm

Der Ortsname Moholm bezieht sich auf eine kleinere Insel (schwedisch holme) im Fluss Tidan, auf dem sich das Herrenhaus Moholm befindet.